# Billy Cole
Billy Cole (eigentlich William Henry Cole; * 10. Februar 1965) ist ein ehemaliger britischer Kugelstoßer.
1986 siegte er für England startend bei den Commonwealth Games in Edinburgh.
1985 und 1986 wurde er Englischer Meister in der Halle und im Freien und von 1984 bis 1986 dreimal in Folge Britischer Meister.

## Bestleistungen
- Kugelstoßen: 19,01 m, 21. Juni 1986, London
  - Halle: 18,77 m, 25. Februar 1986, Cosford